# Ommatius lividipes
Ommatius lividipes là một loài ruồi trong họ Asilidae. Ommatius lividipes được Bigot miêu tả năm 1891. Loài này phân bố ở miền Ấn Độ - Mã Lai.